# Beltheca
Beltheca is een geslacht van vlinders van de familie tastermotten (Gelechiidae).

## Soorten
- B. phosphoropa (Meyrick, 1914)
- B. picolella Busck, 1914